# توني همفريز
توني همفريز (بالإنجليزية: Tony Humphries)‏ هو منتج أسطوانات وملحن ودي جيه أمريكي، ولد في 1957 في بروكلين في الولايات المتحدة.